# Slaapmutsje

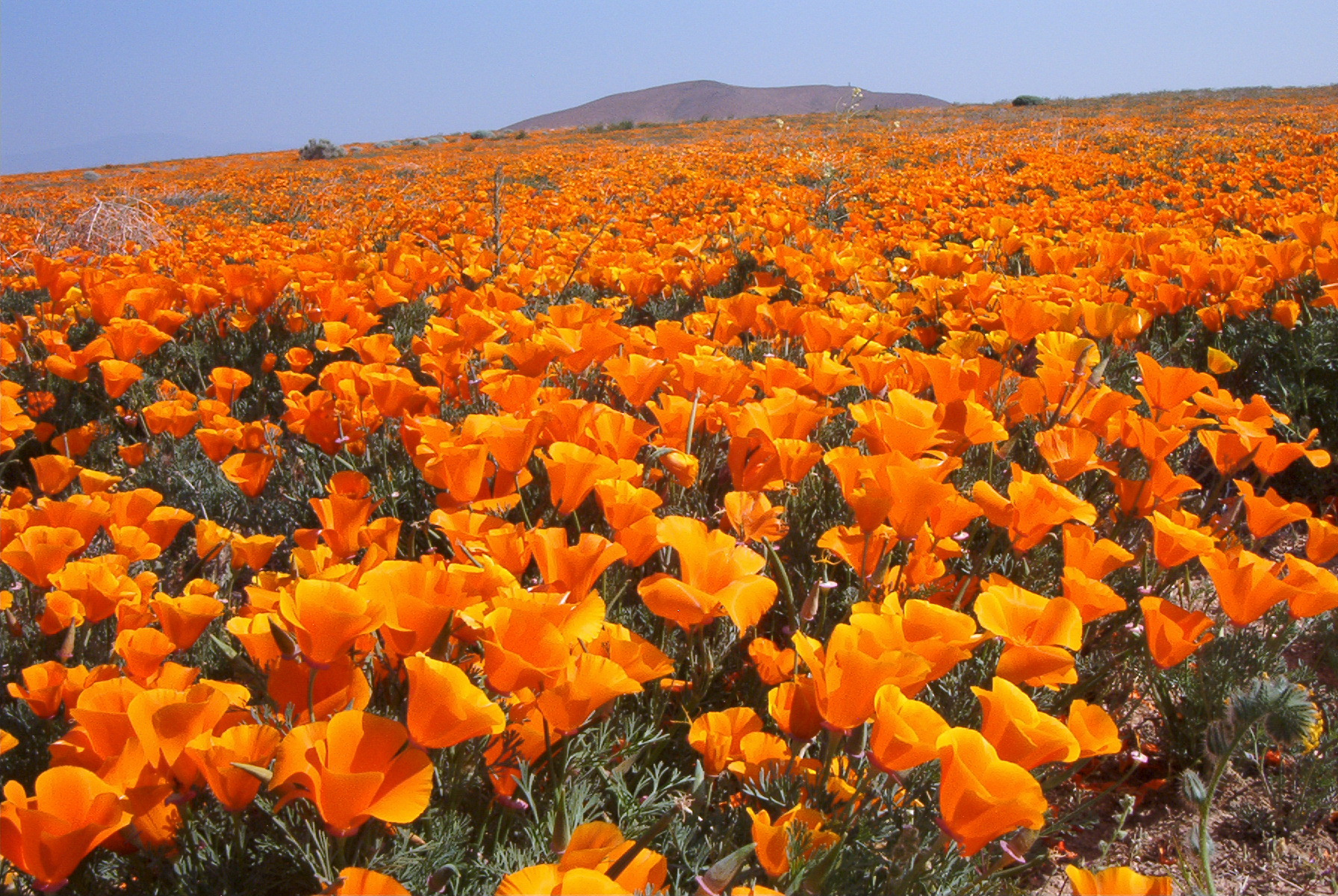
Slaapmutsjes in Antelope Valley

Het slaapmutsje (Eschscholzia californica, Engels: California poppy), ook wel goudpapaver genoemd, is een kruidachtige plant uit de papaverfamilie (Papaveraceae) die van nature voorkomt in de Westelijke Verenigde Staten en het westen van Mexico. De bloem is een symbool voor de staat Californië.

## Beschrijving
Het is een overblijvende of eenjarige plant die 13 à 150 centimeter hoog kan worden en blauwgroene, afwisselend geplaatste bladeren heeft, die fijn verdeeld en slipvormig zijn. 
De bloemen staan alleen op lange, zijdeachtige stengels en hebben vier kroonbladeren van 2 tot 6 centimeter lang en breed. De kleur is doorgaans oranjeachtig, maar kan variëren van geel tot donkeroranje. Het slaapmutsje bloeit van februari tot september. 's Nachts of bij koud of winderig weer sluiten de kroonbladeren, wat de bloem haar Nederlandse naam opleverde. 
De vrucht van het slaapmutsje is een 3 tot 9 cm lange doosvrucht die bij rijpheid in tweeën splitst en zo verschillende kleine, zwarte of donkerbruine zaden vrijgeeft. 
De plant overleeft de winter alleen in het westen van de Verenigde Staten, waar ze inheems is; in koudere klimaten is de plant eenjarig. De plant is in België en Nederland ingevoerd als sierplant en komt soms verwilderd voor. In de handel treft men zowel cultivars met enkelvoudige bloemen als cultivars met gevulde bloemen aan. Er zijn naast de genoemde kleuren ook felrode en oranje soorten.

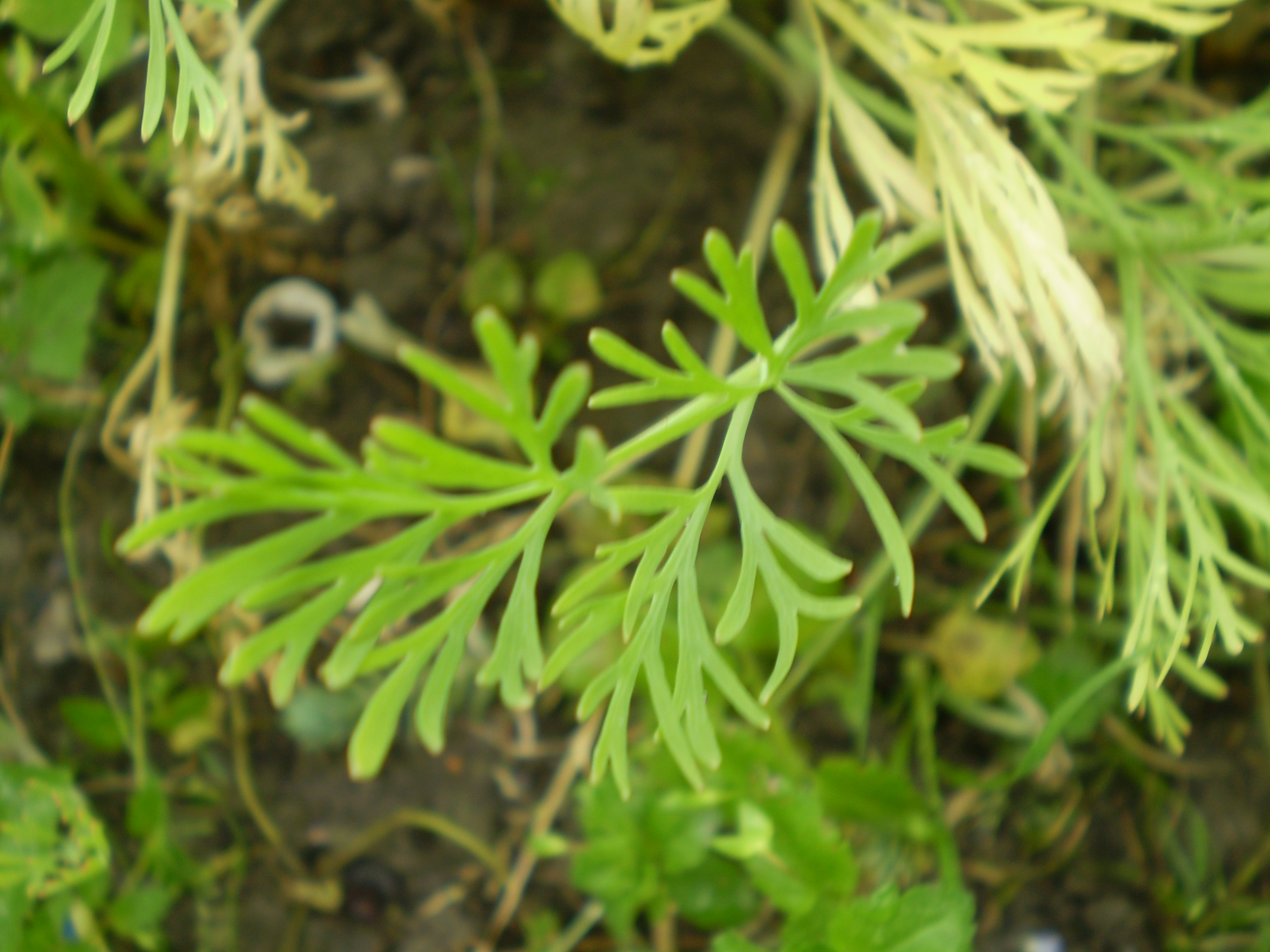
Bladeren
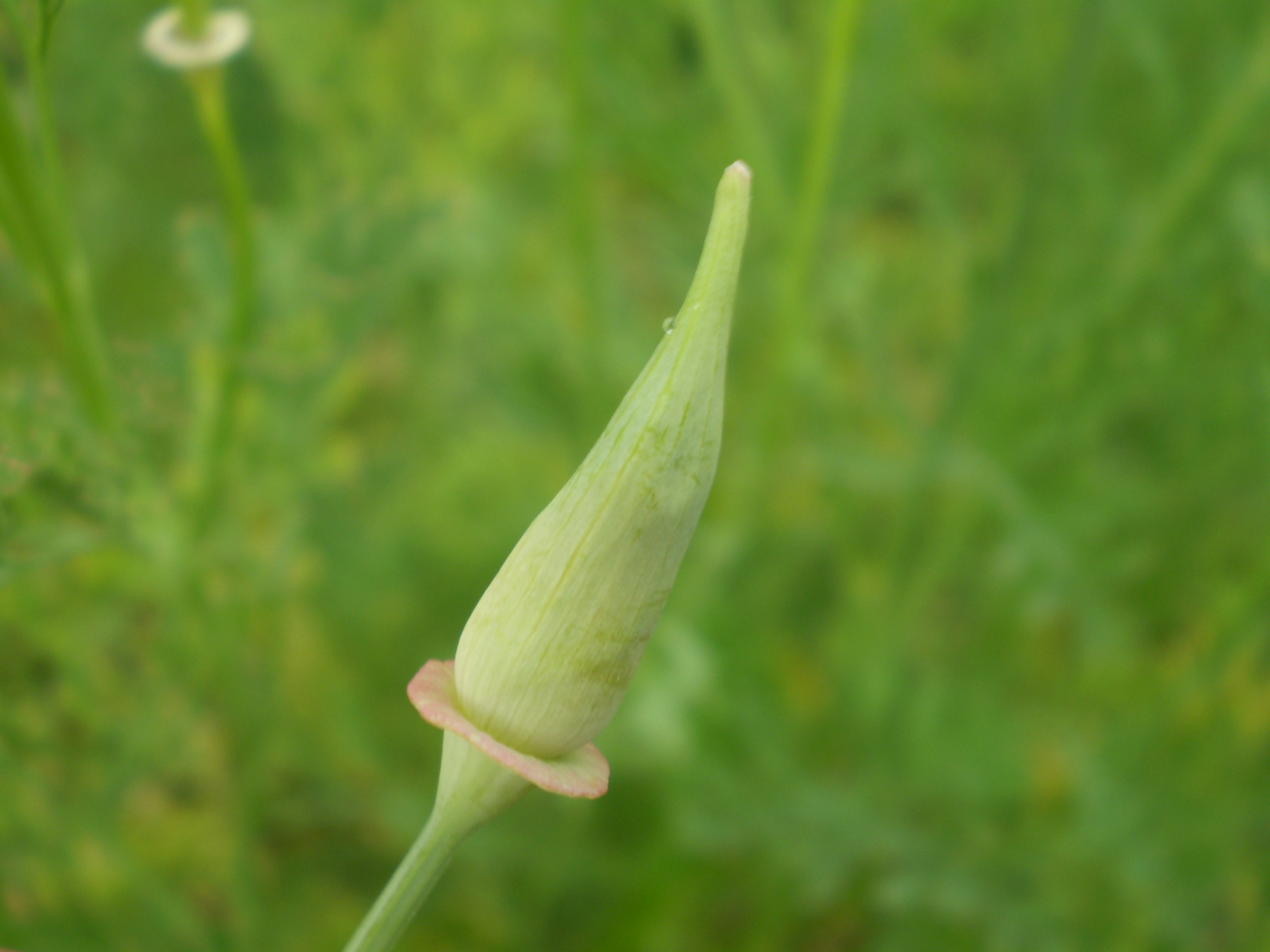
Knop
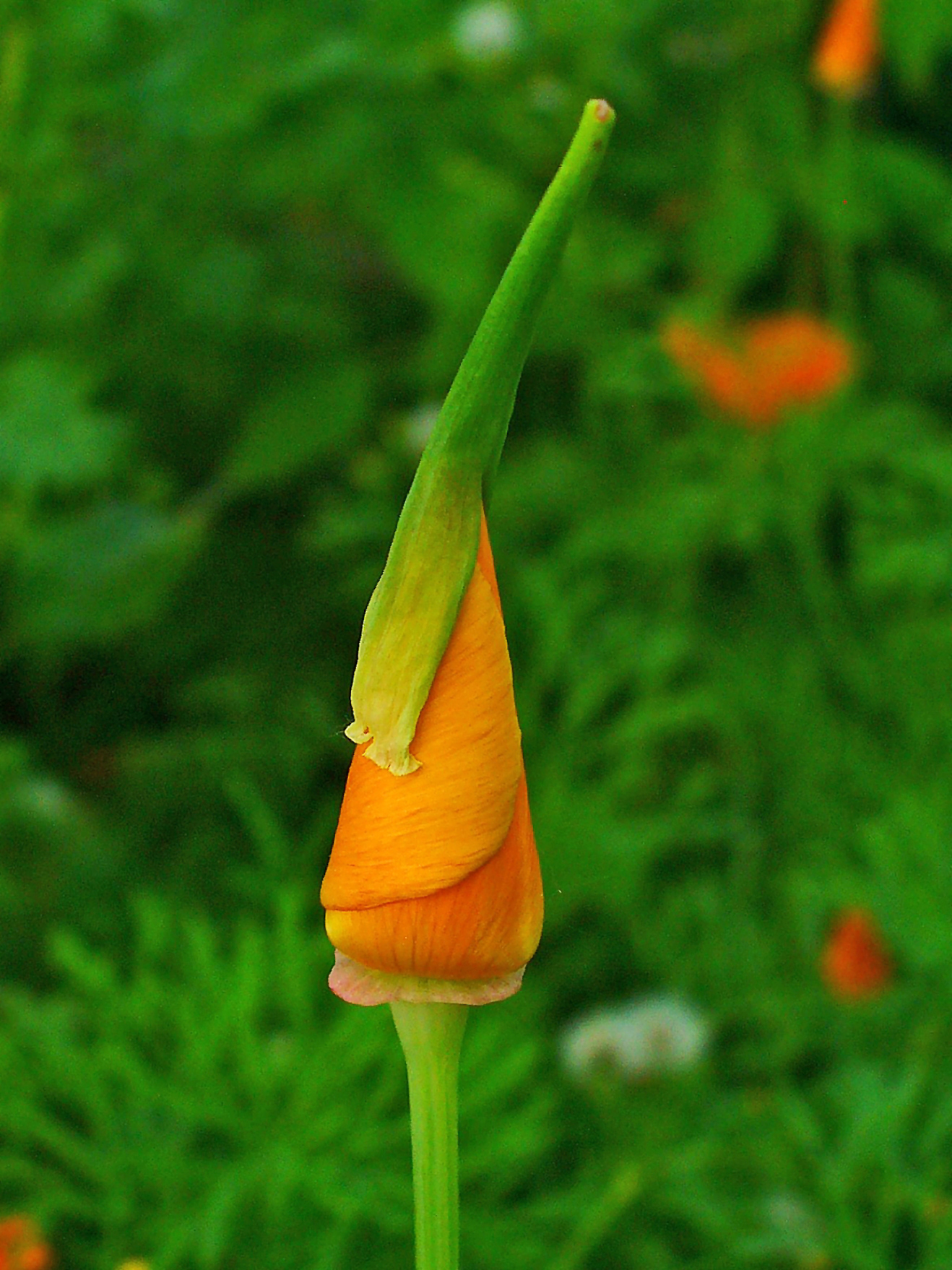
Knop
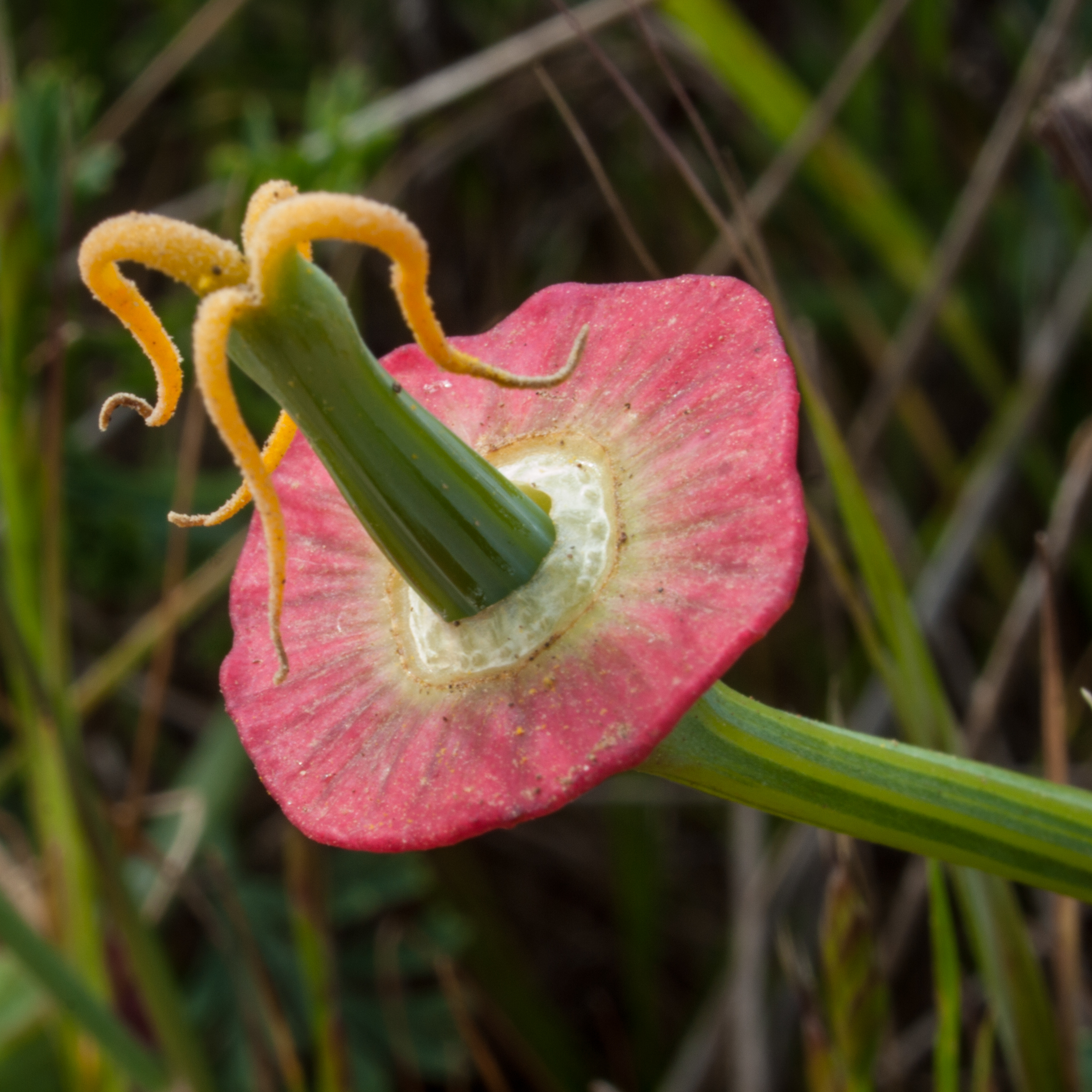
Uitgebloeide bloem
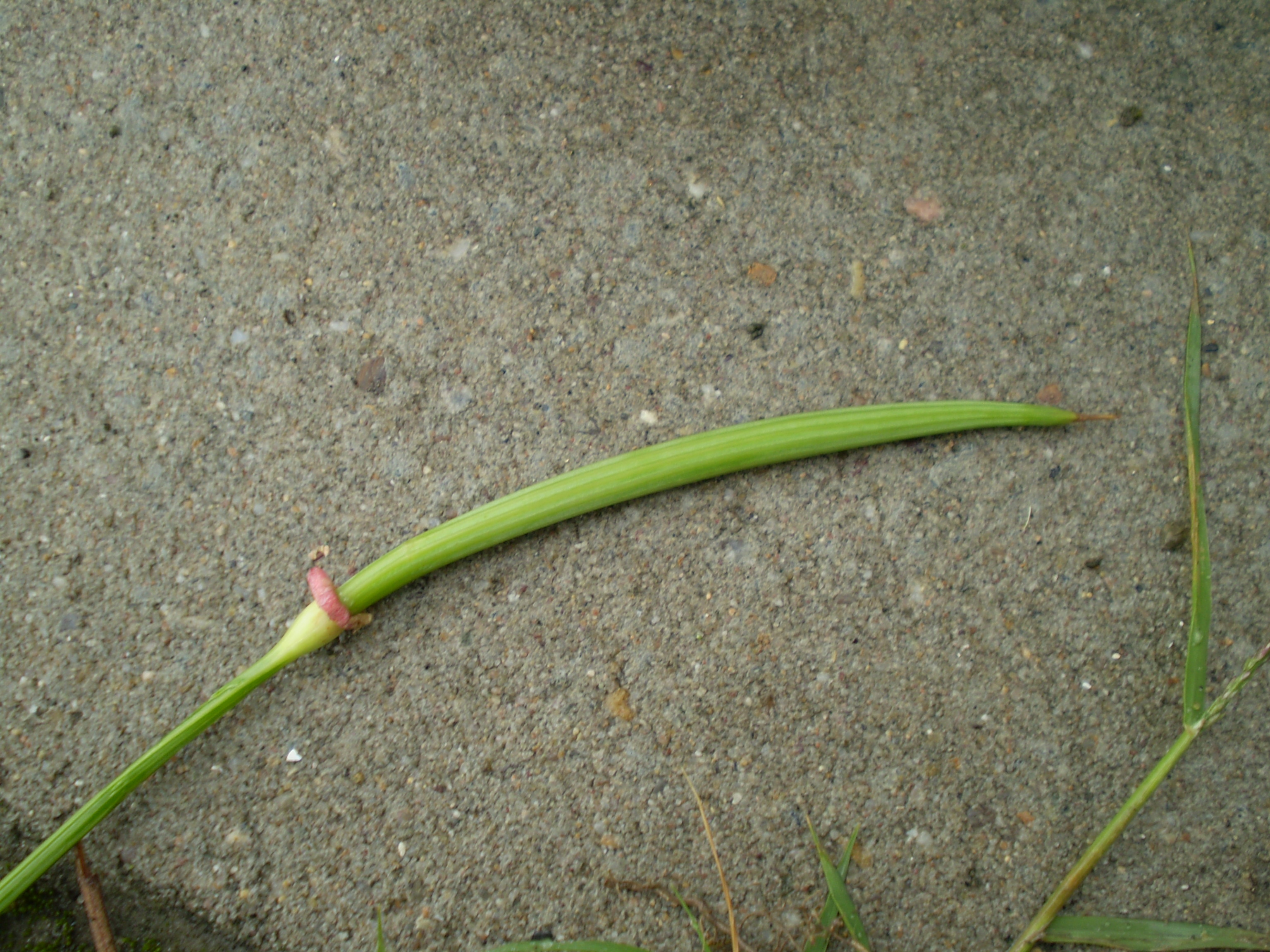
Vrucht
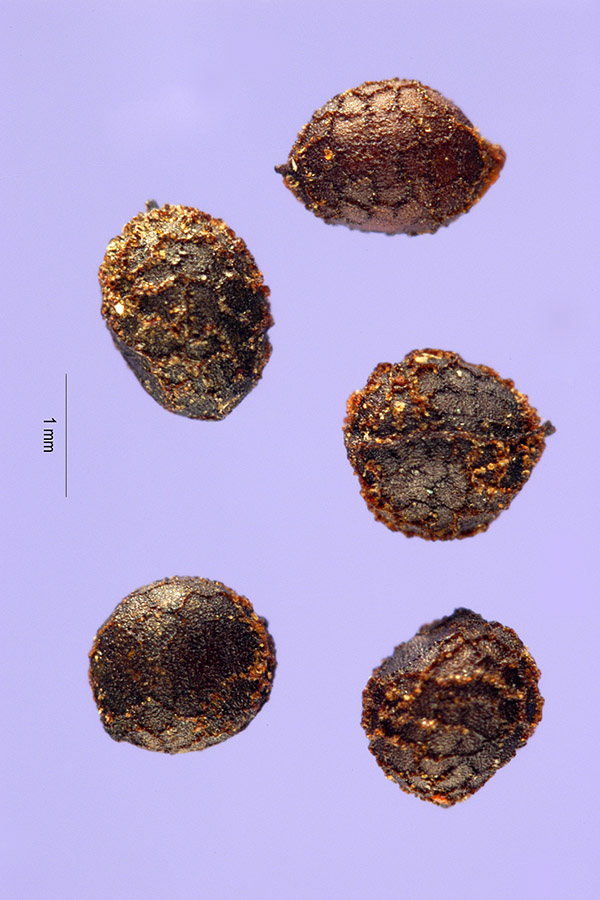
Zaden

## Taxonomie
De soort kent een grote variatie. Er bestaan meer dan 90 synoniemen voor de soortsnaam. Soms worden twee, niet altijd erkende ondersoorten met vier variëteiten onderscheiden.
Eschscholzia californica was de eerste op naam gebrachte soort in het geslacht Eschscholzia. Dit geslacht kreeg haar naam van de Duitse schrijver en botanicus Adelbert von Chamisso, die de plant vernoemde naar Johann Friedrich von Eschscholtz, zijn vriend en collega op de wetenschappelijke expeditie van Otto von Kotzebue naar Californië en de Stille Oceaan aan het begin van de 19e eeuw.

## Toepassingen
De plant is goed bruikbaar als tuinplant en als snijbloem.
De bladeren van de plant werden medicinaal gebruikt door de Amerikaanse indianen. Het stuifmeel werd cosmetisch gebruikt. De zaadjes kunnen gekookt worden. Gerookt werken ze licht pijnstillend, maar niet zo sterk als opium, dat een andere groep alkaloïden bevat. Het roken zou niet verslavend zijn. Er bestaan ook plantaardige slaapmiddelen waarin slaapmutsje, naast andere rustgevende en slaapverwekkende kruiden, een van de bestanddelen vormt.